# Sten Gester
Sten Gottfrid Gester, född Eskilsson Gester 21 oktober 1924 i Stockholm, död 25 mars 2006 i Trosa, var en svensk skådespelare.

## Biografi
Gester studerade vid Calle Flygare Teaterskola och var efter studierna engagerad i Finland. Han tillbringade en period i USA och efter återkomsten till Sverige var han engagerad vid Vanadis- och Oscarsteatern. Han medverkade i Kar de Mummas revyer under sex säsonger och var sedan engagerad av Riksteatern. 
Han var gift med skådespelaren Solveig Lagström 1950–1969 och med skådespelaren Elisabeth Ahlmark från 1970.

## Filmografi
- 1944 – Hets
- 1944 – Fattiga riddare
- 1944 – Den heliga lögnen
- 1944 – Örnungar
- 1945 – Rattens musketörer
- 1945 – Jagad
- 1948 – En svensk tiger
- 1948 – Livet på Forsbyholm
- 1949 – Gatan
- 1950 – Kanske en gentleman
- 1950 – Motorkavaljerer
- 1950 – Den vita katten
- 1951 – Sköna Helena
- 1953 – En skärgårdsnatt
- 1954 – Ung man söker sällskap
- 1954 – Taxi 13
- 1954 – En natt på Glimmingehus
- 1954 – Dans på rosor
- 1955 – Sommarnattens leende
- 1955 – Danssalongen
- 1955 – Janne Vängman och den stora kometen
- 1955 – Flicka i kasern
- 1956 – Skriv skrivare skriv
- 1956 – Rätten att älska
- 1956 – Ett kungligt äventyr
- 1956 – Den hårda leken
- 1957 – Gäst i eget hus
- 1957 – Enslingen Johannes
- 1958 – Flottans överman
- 1958 – Linje sex
- 1959 – Rymdinvasion i Lappland
- 1959 – Fly mej en greve
- 1959 – Sängkammartjuven
- 1962 – Åsa-Nisse på Mallorca

## Teater

### Roller (ej komplett)
| År   | Roll                                   | Produktion                                                          | Regi             | Teater                      |
| ---- | -------------------------------------- | ------------------------------------------------------------------- | ---------------- | --------------------------- |
| 1949 | Konduktören                            | Annie get your gun Irving Berlin, Dorothy Fields och Herbert Fields | Sven Aage Larsen | Oscarsteatern               |
| 1949 | Prinsen                                | Snövit och dvärgarna Astrid Lindgren                                | Karl Kinch       | Oscarsteatern               |
| 1950 |                                        | Julia i farten Sigge Fischer                                        | Sigge Fischer    | Tantolundens friluftsteater |
| 1969 | Fred Graham, teaterdirektör/Petrucchio | Kiss Me, Kate Cole Porter, Samuel Spewack och Bella Spewack         | Bo Forsberg      | Riksteatern                 |